# Leptothyrium similisporum
Leptothyrium similisporum är en svampart som först beskrevs av Ellis & Davis, och fick sitt nu gällande namn av Davis 1937. Leptothyrium similisporum ingår i släktet Leptothyrium, divisionen sporsäcksvampar och riket svampar.   Inga underarter finns listade i Catalogue of Life.